# The Beat Fleet
The Beat Fleet, скраћено TBF, је сплитски реп-рок састав основан 1990. године. Чланови групе су: Младен Бадовинац (вокал, текстови), Лука Барбић (вокали, клавијатуре, текстови), Александар Антић (вокали, текстови), Огњен Павловић (бас гитара), Никша Мaндалинић (електрична гитара), Јанко Новоселић (бубњеви).
The Beat Fleet је састав за који се сматра да је један од најиновативнијих експерименталних бендова у Хрватској, али и на Балкану. На њихову музику су снажно утицали реге, британски трип-хоп, електронска и експериментална музика.

## Дискографија
- Пинг-Понг (Умјетност здрабог ђира) (1997, Croatia Records)
- Ускладимо топломјере (2000, Menart Records)
- (2004, Menart Records)
- Галерија Тутнплок (2007, Menart Records)
- (2010, Dallas Records - live album)
- (2011, Dallas Records)
- Данас сутра (2015, Dallas Records)